# روبرت صموئيل نيكسون
روبرت صموئيل نيكسون (بالإنجليزية: Robert Samuel Nixon)‏ هو سياسي بريطاني (وحمل سابقاً جنسية المملكة المتحدة لبريطانيا العظمى وأيرلندا)، ولد في مايو 1909، وتوفي في يناير 1998. انتخب عضو برلمان أيرلندا الشمالية.